# Dwór w Sarbach Górnych
Dwór w Sarbach Górnych – zabytkowy dwór wybudowany w 1800 w Sarbach, w miejscu wcześniejszej siedziby.

## Historia
W roku 1603 dwór był własnością rodziny von Saurma-Jeltsch, potem przeszedł na własność Zygmunta von Gaffron und Ober-Stradam (1590-1648) urodzonego i zmarłego w Stanicy jako prezent ślubny od jego małżonki Anny von Sauerma-Jeltsch (ok. 1616-1652). Rodzina von Gaffron była również właścicielem  pałaców w pobliskich Konarach i Stanicy, wybudowanych w XVIII i XIX w. Parterowy dwór kryty dachem czterospadowym. Od frontu piętrowy ryzalit wsparty na dwóch rzędach kolumn (dwóch i czterech), nad którymi w centralnym miejscu, pod oknami, znajduje się  wykuty w piaskowcu kartusz herbowy von Gaffrona, właściciela Sarb Średnich w XVIII w. Obok dworu park.

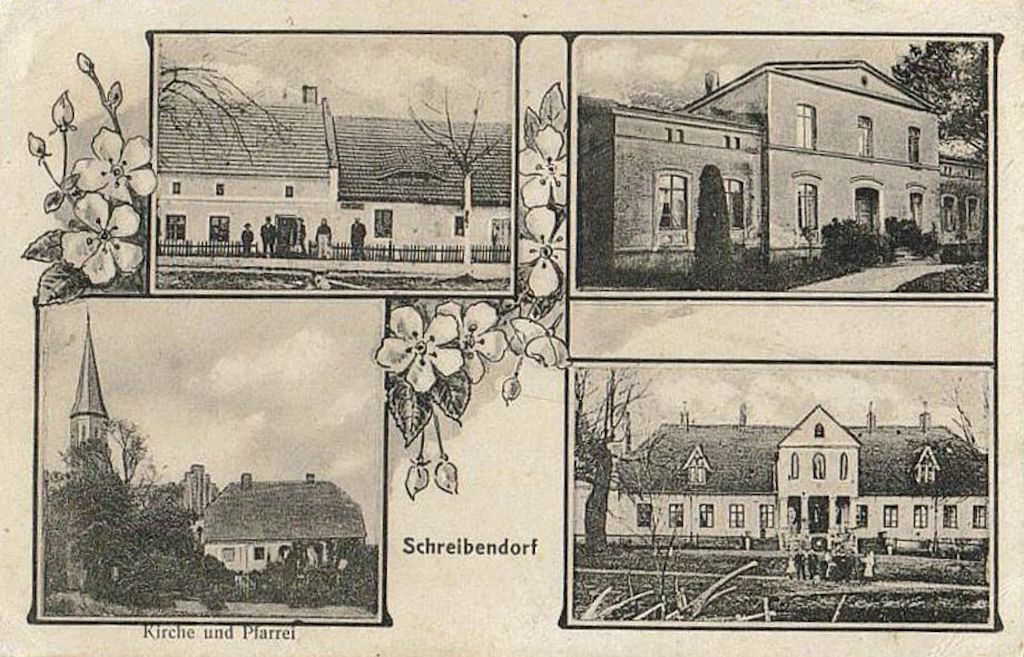
Widokówka z dworem
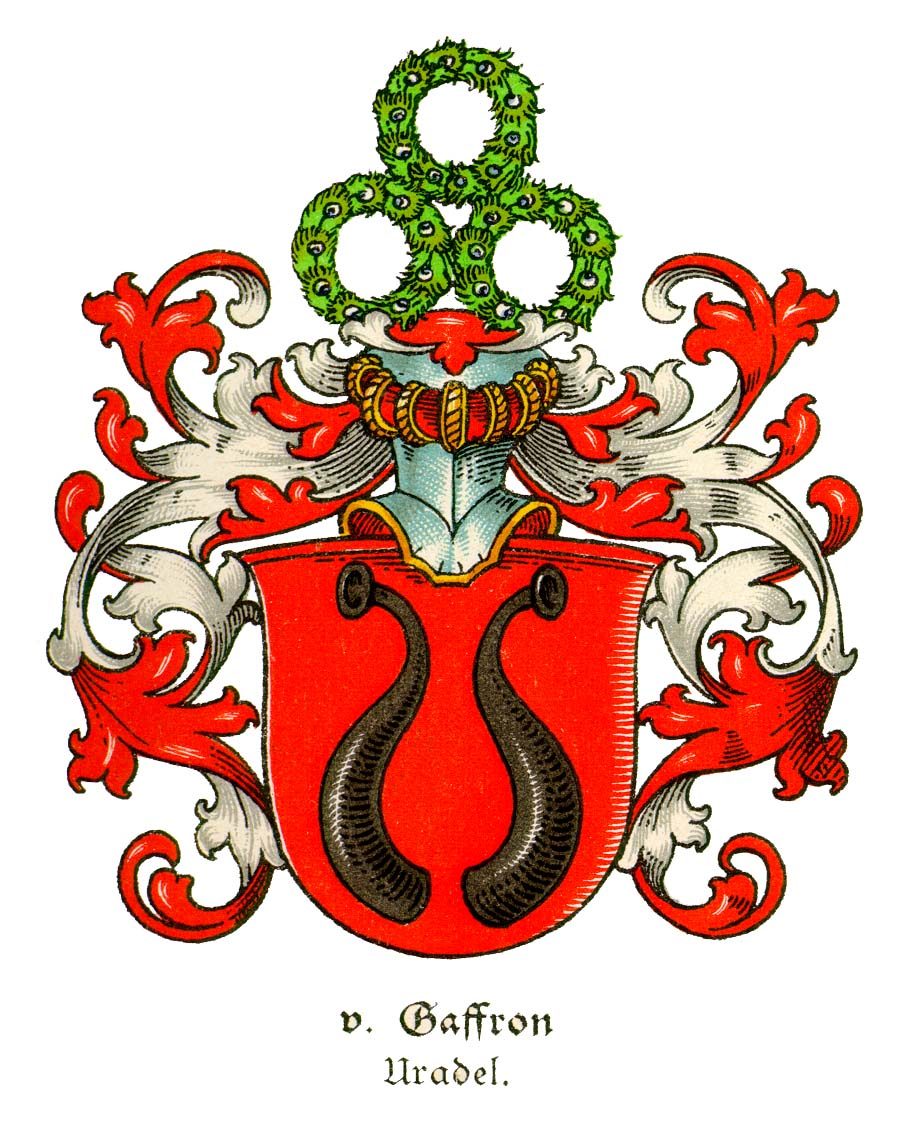
Herb von Gaffron